# Clinge
Clinge (51° 16′ N, 4° 05′ L) é uma cidade dos Países Baixos, na província de Zelândia. Clinge pertence ao município de Hulst, e está situada a 28 km a sudoeste de Bergen op Zoom.
Em 2001, a cidade de Clinge tinha 1447 habitantes. A área urbana da cidade é de 0.49 km², e tem 606 residências. 
A área de Clinge, que também inclui as partes periféricas da cidade, bem como a zona rural circundante, tem uma população estimada em 2570 habitantes.